# 帝京中學校及高等學校
帝京大學係屬帝京中學校及高等學校，通常被稱為帝京中學校及高等學校，是位於東京都板橋區稻荷台地區的私立完全中學。
該校棒球部在1970年代開始成為東京都的常勝軍，曾多次選拔高等學校棒球大會及全國高等學校棒球錦標賽，至今已取得一次春季優勝，兩次夏季優勝。
其足球部也分別參加全國高等學校足球錦標賽及全國高等學校綜合體育大會足球競技大會超過三十次，累積獲得六次全國錦標賽優勝，三次綜體大會優勝。

## 歷史
冲永莊兵衛於1931年在東京澀谷創辦帝京商業學校（現在的帝京大學中學校及高等學校）後，於1943年又在杉並區創立舊制中學校「帝京中學校」，1946年遷移治板橋區加賀地區，並於1948年配合日本的學制改革更名為「帝京中學校及帝京高等學校」。
2001年更名為「帝京大學係屬帝京中學校及高等學校」，2004年遷至位於板橋區稻荷台的現址。